# Leidsegracht 68

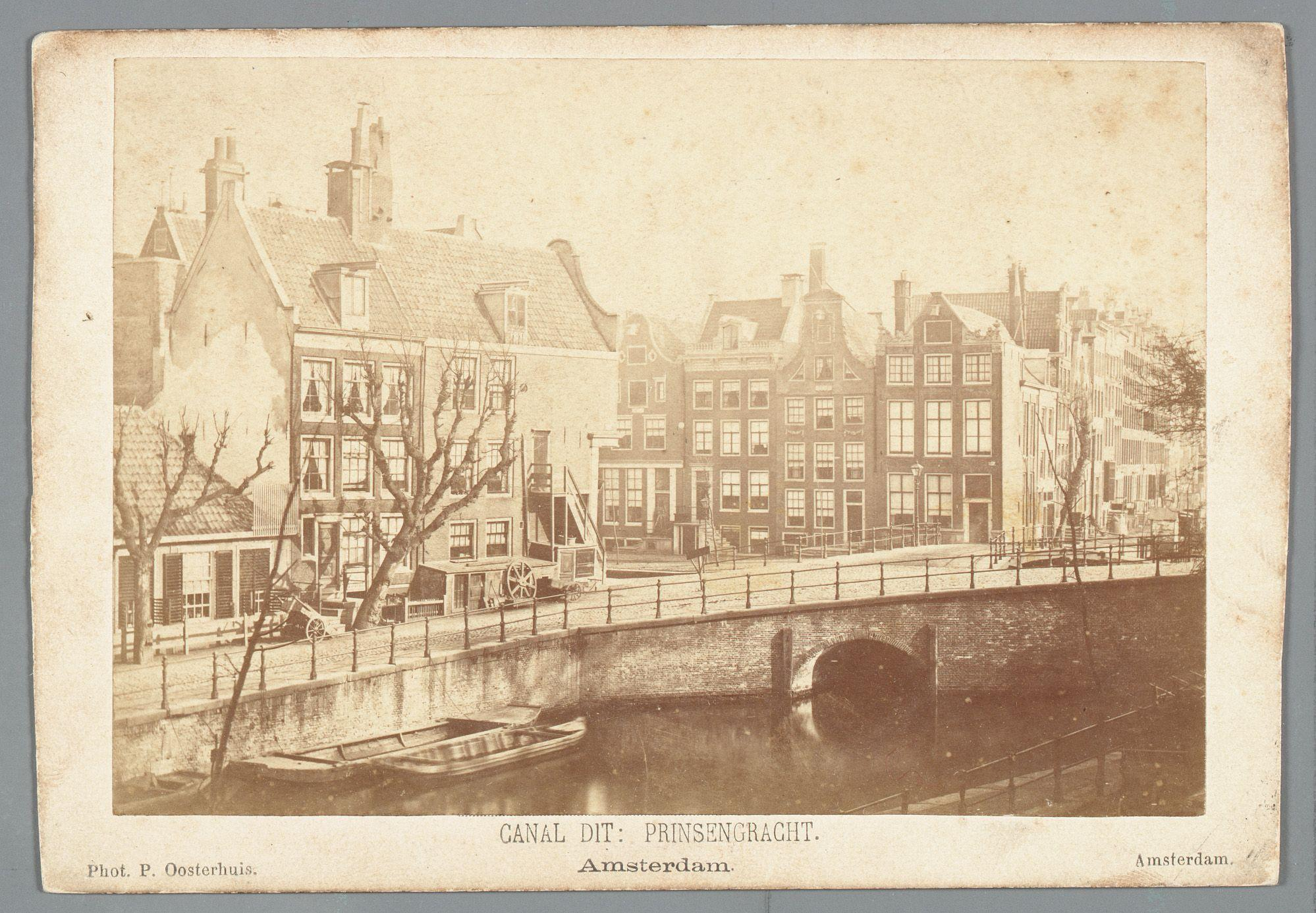
Hoekhuis Leidsegracht 68 met trap (achter het wiel, circa 1869)

Leidsegracht 68 te Amsterdam is een gebouw op de hoek van de Prinsengracht en de Leidsegracht in Amsterdam-Centrum.

## Prinsengracht 533-667
De Prinsengracht werd in gedeelten aangelegd en volgebouwd in de 17e eeuw. Bovenstaande huisnummers bevinden zich tussen de Runstraat (noorden) en Leidsegracht in het zuiden. De twee grachten werden voor het eerst op de stadsplattegrond van Joan Blaeu uit 1649 aangetroffen. De stad Amsterdam was in de 16e eeuw, voor wat betreft bebouwing, het Singel overgestoken en legde toen in meerdere fases de grachtengordel en de aansluitende Jordaan aan. De Prinsengracht vormt daar de grens tussen beide gebieden.
De bebouwing aan dit deel van de Prinsengracht werd na die eerste bebouwing in de loop der eeuwen steeds aangepast. Er vond op sommige plaatsen een cyclus plaats van bouwen, slopen, bouwen etc., totdat het besef kwam dat sommige panden het behouden waard waren, ook al was de staat van het gebouw matig tot slecht. Er golden vanaf dan strikte maatregelen in het kader van monumentenzorg en Rijksmonumentenregister en voor dit deel ook één gemeentelijk monument in de vorm van de voormalige centrale van de Openbare Bibliotheek Amsterdam op Prinsengracht 587 gebouwd in 1971.

## Gebouw
Het gebouw Leidsegracht 68 is het laatste gebouw aan dit deel van de Prinsengracht, maar heeft haar huisnummer dus aan de Leidsegracht. Het gebouw werd op 7 juli 1970 opgenomen in het Rijksmonumentenregister (3377) onder de omschrijving: 
Hoekhuis (tweede helft 17e eeuw) met waarschijnlijk verbouwingen uit de 19e eeuw; het pand heeft een ingezwenkte halsgevel; tevens houten pui met afgeronde hoek (2e helft 19e eeuw), bovendien heeft het een klassieke roedenverdeling in de glaspartijen
Voortaan mochten verbouwingen en renovaties alleen plaatsvinden als er binnen deze omschrijving verbouwd werd. In 1980 vond er voor het uiterlijk een ingrijpende verbouwing plaats; een groot venster werd omgebouwd tot toegangsdeur met een trap ervoor. De trap leidde deels door het pothuis heen. Ook vonden er interne verbouwingen plaats; architectenbureau Van ’t Veen noemde het een restauratie. De restauratie kan in ieder geval gezegd worden over de trap; foto’s uit de jaren twintig lieten toen ook al een trap zien. In die jaren was de blinde muur één groot reclamebord.
Leidsegracht 68 is een aantal keren gefotografeerd door Bureau Monumentenzorg. Het gebouw heeft gezien vanaf de Leidsegracht een souterrain; het trapje vanaf het maaiveld loopt ernaar beneden. De hoge beletage begint dan vrijwel direct; het bordes heeft slechts twee treden. Daarboven bevindt zich nog een woonhuis achter drie vensters. Al in de verhoogde gevel ligt nog een wooneenheid achter een centraal groot venster, dat in de jaren twintig nog de laad- en losopening was van opslag. Boven in de halsgevel zit er dan nog een luik dat toegang geeft tot de hijsbalk. In het puntdak zit aan de zijde van de gracht een dakkapel eveneens met hijsbalk. Aan die zijde is het pand aanmerkelijk langer. Aan de kant van de Leidsegracht begint het met een blinde muur; pas tegen het buurpand 667 bevinden zich vensters. Daar bevindt zich ook een soort Oeil de boeuf. Op de kade van de Prinsengracht staan dan nog twee pothuizen van verschillende hoogten.